# Stazione di Chiavari
La  stazione di Chiavari è una stazione ferroviaria a servizio della città di Chiavari, ubicata lungo la linea Genova-Pisa.

## Storia
La stazione fu attivata il 23 novembre 1868 e costituiva il capolinea orientale della coeva ferrovia Genova-Chiavari. La successiva tratta, da Chiavari a Sestri Levante, venne inaugurata il 24 aprile 1870, poi prolungata fino alla Spezia nel 1874.
Il raddoppio, a monte, della tratta Chiavari-Riva Trigoso fu attivato nel 1890 mentre per il tratto in direzione opposta, fino a Zoagli, si dovette aspettare il 20 marzo 1913.
La trazione elettrica, realizzata in corrente trifase 3600 V, 16 2/3 Hz fu inaugurata nel 1925; gli impianti furono poi convertiti in corrente continua 3000 V nel 1948.
La stazione disponeva di uno scalo merci con annesso magazzino, la cui funzione venne meno col declino del traffico merci nel dopoguerra.
Durante i lavori di prolungamento della pensilina del 2º binario, svoltisi nei primi anni settanta, il servizio viaggiatori verso Genova veniva effettuato utilizzando il 4º binario, che era stato provvisoriamente dotato di marciapiede in legno.
Nel medesimo periodo fu demolito l'originario cavalcavia ferroviario che collegava piazza N.S. dell'Orto e piazza Leonardi, mentre il sottopasso di stazione - che prima collegava solo le banchine dei binari 1, 2 e 3 - venne prolungato in entrambe le direzioni oltre il fascio ferroviario, quale collegamento tra le due parti della città.
Nella primavera 2010 il marciapiede della banchina ad isola a servizio dei binari 2 e 3 è stato rialzato a 60 cm sul piano del ferro.
Ad ottobre 2019 viene pianificata la cessione al Comune di Chiavari dell'area di circa 500 metri quadri un tempo utilizzata dal binario 1 tronco (intestato sul fronte est della stazione, a servizio del magazzino), per 66000 Euro; su tale area il Comune intende estendere l'adiacente parcheggio.

## Struttura ed impianti
Il fabbricato viaggiatori della stazione di Chiavari è una struttura su due livelli (di cui solo il piano terra è aperto al pubblico), la cui architettura è originale e difficilmente riscontrabile con gli altri fabbricati viaggiatori delle stazioni ferroviarie italiane, essendo esso composto da due corpi uniti fra loro da una galleria, all'interno della quale sono ospitati i vari servizi per i viaggiatori.
Nell'area del dismesso scalo merci, è stato realizzato un parcheggio per i dipendenti di Ferrovie dello Stato, mentre il magazzino è stato convertito in un primo tempo a deposito e in seguito, dopo un'estesa ristrutturazione, è diventato sede degli uffici della sezione ACLI locale.
Sono presenti altri fabbricati, che ospitano gli uffici tecnici di RFI, e la cui architettura riprende quella del fabbricato viaggiatori.
Nel corso del 2022, dopo alcuni mesi di chiusura a causa del fallimento dell'azienda che lo aveva in gestione, è stato riaperto il bar interno alla stazione. Nel corso del 2024, l'edicola interna è stata ristrutturata in modo da accogliere anche un piccolo deposito bagagli custodito a favore dei viaggiatori.
Il piazzale è composto da tre binari dedicati al servizio viaggiatori:
- Binario 1: binario di corretto tracciato per i treni dispari direzione Pisa;
- Binario 2: binario di corretto tracciato per i treni pari direzione Genova;
- Binario 3: binario di precedenza in entrambe le direzioni.

Sono inoltre presenti due binari tronchi:
- Il Binario 4, dotato di segnale di partenza solo lato Genova ed utilizzato per lo stazionamento di treni cantiere, è stato in parte disarmato a fine 2022 con la rimozione di un tratto di rotaia per far posto ad un nuovo ascensore al servizio del binario 2.
- Il Binario 5, privo di segnalamento di linea e utilizzato per lo stazionamento di treni cantiere, è stato in parte disarmato a fine 2017 con la rimozione di un tratto di rotaia.

## Movimento
La stazione di Chiavari ha un movimento di circa 3.400.000 passeggeri; è servita da relazioni regionali e a lunga percorrenza svolti da Trenitalia; lo scalo è altresì fermata di alcune relazioni regionali periodiche di Trenord.

## Servizi
Nell'ambito della categorizzazione delle stazioni, RFI classifica l'impianto nella categoria Gold. Esso dispone dei seguenti servizi:
- Biglietteria a sportello
- Biglietteria automatica
- Sala di attesa
- Deposito bagagli con personale
- Servizi igienici
- Posto di Polizia ferroviaria
- Negozi
- Bar

## Interscambi
Nel piazzale antistante il fabbricato viaggiatori è presente una fermata autobus urbani e suburbani a servizio delle corse di trasporto pubblico locale svolte dalla società AMT (Genova).
- Capolinea autolinee AMT
- Stazione taxi